# Crybaby (Lil Peep)
Crybaby è il terzo mixtape del rapper statunitense Lil Peep, pubblicato il 10 giugno 2016.
L'album dispone di tre featuring, tutti e tre facenti parte del collettivo GothBoiClique: Wicca Phase Springs Eternal, Cold Hart e Lil Tracy. Crybaby è stato reso celebre dall'omonimo tatuaggio che il rapper portava sulla fronte.
Il 10 giugno 2020, nel quarto anniversario dell'album, le proprietà di Lil Peep hanno ri-pubblicato Crybaby su tutte le piattaforme con la "massima qualità audio possibile".

## Antefatti
Dopo aver pubblicato Lil Peep; Part One, Mall Musicc e Live Forever, tutti e tre creati da vari artisti e produttori interamente tramite internet, e-mail e messaggi di testo, Lil Peep è partito in tournée con gli Schemaposse a Tucson, stabilendosi a Denver nel marzo 2016, dove ha incontrato e vissuto con LeDerrick e Yung Goth, per poi tornare a Los Angeles. Da inizio aprile 2016, dopo aver deciso di stare di nuovo dal suo amico Brennan Savage alla 1700 University Drive di Pasadena, Peep ha deciso di creare le tracce per Crybaby, collaborando di persona per la prima volta assieme ai suoi produttori Nedarb, Smokeasac, LeDerrick e gli altri.
Il 13 aprile 2016, dopo aver mandato il giorno prima tre basi da far scegliere all'amico Wicca Phase Springs Eternal, membro dei GothBoiClique, Lil Peep ha registrato i brani Absolute in Doubt e Nineteen. Tre giorni dopo, Peep ha pubblicato Nineteen sulla piattaforma online SoundCloud. Tra il 19-20 aprile, Gus ha registrato Ghost Girl che pubblicherà successivamente il 1º maggio 2016 sempre su SoundCloud.
Il 20 aprile, Nick Everitt ha inviato a Peep la copertina di Crybaby tramite email.
Il 28 aprile, Peep registra il brano titolare Crybaby, mentre due giorni dopo registra il brano Driveway. Il 2 maggio, il rapper ha deciso di ordinare delle magliette bianche personalizzate con il logo di Crybaby dall'azienda BlueCotton di Bowling Green, nel Kentucky.
L'8 maggio, Nedarb introduce Gus a Lil Tracy (al tempo noto come Yung Bruh), registrando White Tee e girando il relativo video musicale con l'aiuto del cantautore Killstation. Il brano verrà successivamente pubblicato il 18 maggio su SoundCloud.
Il 12 maggio, Peep torna alla 34 East Walnut Street di Long Beach, New York. Il 25 maggio, il rapper registra Yesterday, brano prodotto da Charlie Shuffler, e pubblica Driveway su SoundCloud. Il 26 maggio, il produttore Cian P spedisce a Gus tramite email cinque basi. Lo stesso giorno, Peep ha registrato il brano Falling 4 Me.
Nello stesso periodo, Gus ha deciso di registrare dal suo amico Tyler ad Island Park, a New York, tornando poi a casa per mixare i suoi brani. Il 28 maggio, Peep ha inviato tramite email i tre brani del suo EP Teen Romance, a cui ci stava lavorando assieme a Crybaby, al produttore LeDerrick. Alcuni dei testi dell'album sono stati scritti da Peep sulla posta indesiderata di Tyler.
Il 30 maggio, Gus utilizza una delle cinque basi spedite precedentemente da Cian P per registrare il brano Lil Jeep.
Il 9 giugno 2016, Peep è tornato a Los Angeles e il giorno dopo ha completato il brano Skyscrapers (Love Now, Cry Later), in collaborazione con Cold Hart. Lo stesso giorno, Gus ha pubblicato ufficialmente il mixtape Crybaby su SoundCloud. Al momento del rilascio, il mixtape è stato reso disponibile per il download gratuito tramite MediaFire.
Circa un anno dopo la pubblicazione del mixtape, il brano Absolute in Doubt è diventato singolo, portando la pubblicazione anche su iTunes.
Il 10 giugno 2020, le proprietà di Lil Peep hanno pubblicato una riedizione dell'album su tutte le piattaforme, con tutti i brani esportati dalle sessioni originali prelevate da GarageBand dal vecchio MacBook del rapper. La riedizione dell'album è stata interamente masterizzata da Joe LaPorta al Sterling Sound di Edgewater, nel New Jersey, ed è sprovvista del brano Falling 4 Me poiché contiene un campionamento del brano Climbing Up the Walls dei Radiohead.
Lo stesso giorno, sul canale YouTube di Lil Peep è stato pubblicato, oltre agli altri brani, il video musicale ufficiale di Crybaby. Il video contiene parte di un'intervista dove ha spiegato il significato del suo tatuaggio sulla fronte, con filmati di concerti risalenti all'aprile 2017 a Londra e una sosta pochi giorni dopo a Chicago, oltre alla sua ultima esibizione nel novembre 2017 in Texas.

## Registrazione
Crybaby è stato registrato alla 1700 University Drive di Pasadena, California, dal 13 aprile all'8 maggio 2016 e alla 34 East Walnut Street di Long Beach, New York, dal 25 maggio al 10 giugno 2016. Lo stile e il ritmo dell'album sono stati ultimati e completati verso fine maggio 2016 a New York. Per la registrazione è stato utilizzato un microfono economico dal costo di circa 150 dollari, con montato un calzino da ginnastica nel supporto anti-vibrazioni.
L'album ha preso totale ispirazione dal collettivo Seshollowaterboyz, con alcuni dei produttori che hanno collaborato con Lil Peep nella produzione dell'album stesso. I produttori hanno contribuito a rimodellare e dare forma al suono iconico del rapper. Peep ha elogiato il produttore Nedarb Nagrom per l'utilizzo di un suono basso.
Gran parte del missaggio e del mastering è stato fatto dallo stesso Peep.

## Tracce
1. Crybaby – 4:08 (testo: Gustav Åhr, Sherif Rashed, Brian Lane, Jesse Lacey – musica: LeDerrick)
2. Lil Jeep – 3:22 (testo: Gustav Åhr, Cian Patterson, Jacques Siroul – musica: Cian P)
3. Yesterday – 1:51 (testo: Gustav Åhr, Charlie Shuffler, Noel Gallagher – musica: Charlie Shuffler)
4. Absolute in Doubt (feat. Wicca Phase Springs Eternal) – 3:23 (testo: Gustav Åhr, Adam McIlwee, Joseph Cavallo – musica: Foxwedding)
5. Ghost Girl – 2:53 (testo: Gustav Åhr, Sherif Rashed, Marcus Sandison, Michael Sandison – musica: LeDerrick)
6. Big City Blues (feat. Cold Hart) – 2:34 (testo: Gustav Åhr, Jerick Quilisadio, Charlie Shuffler, Kholmogortsev Igorevich – musica: Charlie Shuffler)
7. Skyscrapers [Love Now, Cry Later] – 2:01 (testo: Gustav Åhr, Jerick Quilisadio, Benjamin Gibbard, Christopher Walla – musica: Cold Hart)
8. Falling 4 Me – 3:28 (testo: Gustav Åhr, Sherif Rashed, Chris Thorne – musica: LeDerrick, Horse Head)
9. Nineteen – 2:56 (testo: Gustav Åhr, Dylan Mullen, Isaac Brock, Jeremiah Green, Eric Judy – musica: Smokeasac)
10. White Tee (feat. Lil Tracy) – 2:12 (testo: Gustav Åhr, Jazz Butler, Braden Morgan, Benjamin Gibbard, James Tamborello – musica: Nedarb)
11. Driveway – 2:57 (testo: Gustav Åhr, Dylan Mullen, Brian Blake, Kyle Fasel, Eric Haines, David Knox, Daniel Lambton – musica: Smokeasac)

## Formazione

### Musicisti
- Lil Peep – voce, testi, produzione, ingegnere missaggio, ingegnere mastering
- Wicca Phase Springs Eternal – voce, testi
- Cold Hart – voce, testi, produzione
- Lil Tracy – voce, testi
- Joe LaPorta – ingegnere mastering

#### Altri musicisti
- Brian Lane – testi, batteria (traccia 1)
- Jesse Lacey – testi, chitarra (traccia 1)
- Jacques Siroul – testi (traccia 2)
- Noel Gallagher – chitarra (traccia 3)
- Michael Sandison – testi (traccia 5)
- Marcus Sandison – testi (traccia 5)
- Kholmogortsev Igorevich – testi (traccia 6)
- Ben Gibbard – testi, pianoforte (traccia 7)
- Christopher Walla – testi, chitarra (traccia 7)
- Isaac Brock – testi, chitarra (traccia 9)
- Jeremiah Green – testi, batteria (traccia 9)
- Eric Judy – testi, basso (traccia 9)
- Dntel – testi, tastiera (traccia 10)
- David Knox – testi, chitarra (traccia 11)
- Kyle Fasel – , testi, basso (traccia 11)
- Eric Haines – testi, chitarra ritmica (traccia 11)
- Brian Blake – testi, batteria (traccia 11)
- Daniel Lambton – voce, testi (traccia 11)

### Produzione
- Charlie Shuffler – testi, produzione
- Cian P – testi, produzione
- Foxwedding – testi, produzione
- Horse Head – testi, produzione
- LeDerrick – testi, produzione
- Nedarb – testi, produzione
- Smokeasac – testi, produzione